# ثقبة سدادية
الثُّقْبَةُ السِّدادِيَّة (بالإنجليزية: obturator foramen)‏؛ هي جزء من عظم الورك وهي ثقبة موجودة في جدار الحوض العظمي، ناجمة من عظمي العانة في الأمام والإسك في الخلف والأسفل، يمر عبرها أوعية دموية وأعصاب.